# Taeniopygia

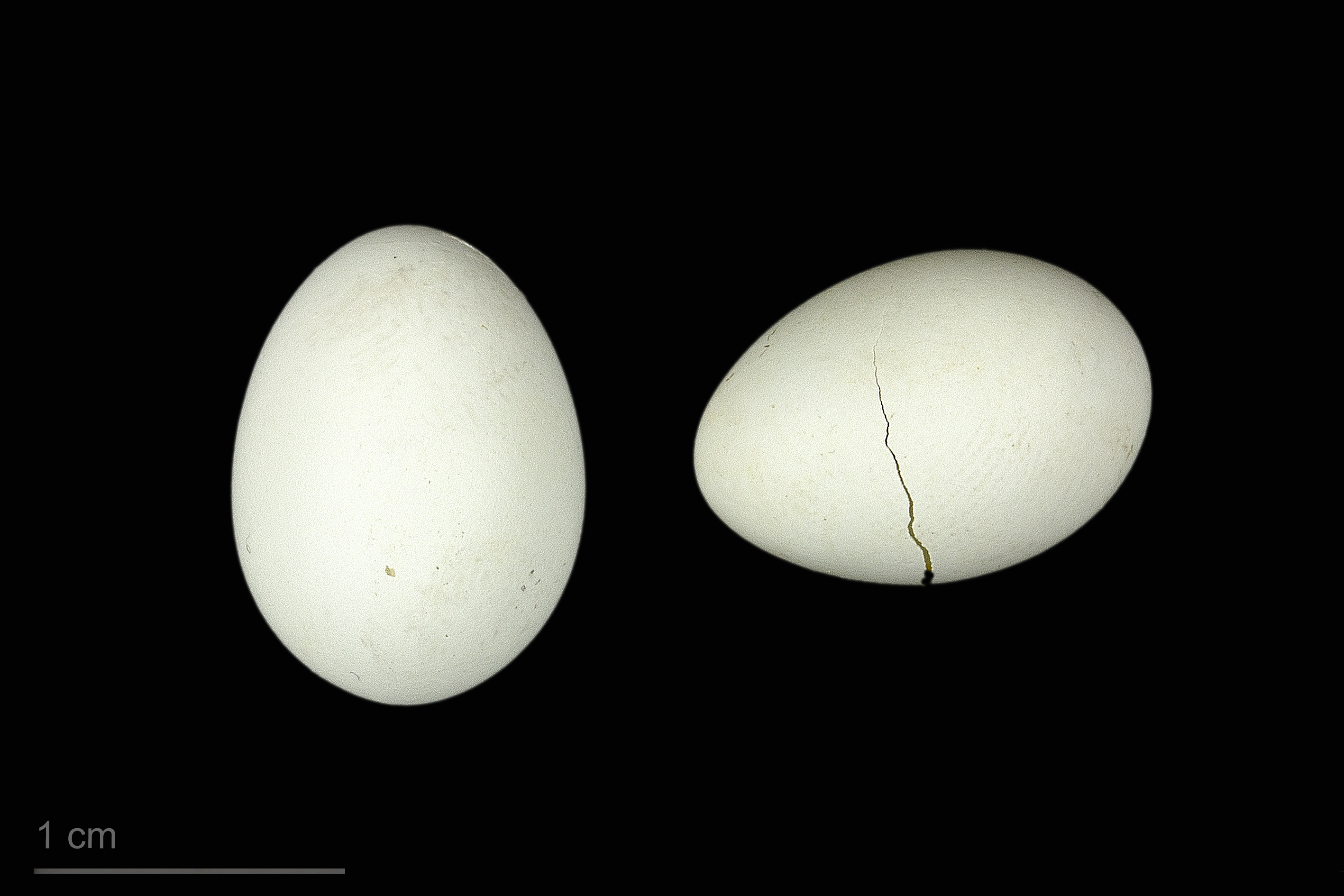
Taeniopygia guttata castanotis

A Taeniopygia a madarak osztályának verébalakúak (Passeriformes) rendjébe és a díszpintyfélék (Estrildidae) családjába tartozó nem. Egyes szervezetek csak egy faj sorolnak ide.

## Rendszerezésük
A nemet Heinrich Gottlieb Ludwig Reichenbach német botanikus és ornitológus írta le 1862-ben, jelenleg az alábbi 2 faj tartozik ide:
- zebrapinty (Taeniopygia guttata)
- Taeniopygia castanotis[1]